# Prigor (gmina)
Prigor – gmina w Rumunii, w okręgu Caraș-Severin. Obejmuje miejscowości Prigor, Borlovenii Noi, Borlovenii Vechi, Putna i Pătaș. W 2011 roku liczyła 2577 mieszkańców.